# Алессандро делла Спина
Алесса́ндро делла Спи́на (итал. Alessandro della Spina; умер в 1313, Пиза) — итальянский священник, называемый в некоторых источниках как возможный изобретатель медицинских очков.

## Биография
Биография Алессандро делла Спины изучена слабо. Известно, что во второй половине XIII века он был монахом доминиканского монастыря Святой Катарины, где стал известен как переписчик и миниатюрист, но прежде всего — как механик. В 1306 году на исповеди брату Джордано да Пиза (известному также как «Джордано да Ривальто») он признал, что около 1290 года смастерил очки со стеклянными линзами, которые предположительно считаются первыми известными медицинскими очками в Европе. Вместе с тем, в хронике монастыря Святой Катерины говорится о том, что секрет изготовления очков Алессандро получил от неизвестного изобретателя, что в течение двух веков позволяло считать, что действительным изобретателем очков был Сальвино дельи Армати из Флоренции — версия, опровергнутая Исидоро Дель Лунго в 1920 году. Умер в Пизе не позднее 1313 года.